# جوليا جونزاغا
كانت جوليا غونزاغا (1513-16 أبريل 1566) حاكمة إيطالية وكاتبة رسائل في عصر النهضة . كانت حاكمة كونتيسة روديجو وريثة زوجها الراحل بين عامي 1528 و 1541.
1. ↑  Dizionario Biografico degli Italiani (بالإيطالية), 1960, QID:Q1128537